# Rosanna (Victoria)
Rosanna is een voorstad van Melbourne in de Australische deelstaat Victoria. Bij de telling van 2016 had Rosanna 8498 inwoners.